# دانيال توريك
دانيال توريك (بالإنجليزية: Daniel Turek)‏ (و. 1993  م) هو راكب دراجة هوائية تشيكي.

## سجل الفوز

### سباقات أو مراحل فاز بها
| التاريخ        | السباق                                         | المركز                                           |
| -------------- | ---------------------------------------------- | ------------------------------------------------ |
| 31 مايو 2015   | 2015 Peace Race U23                            | التاسع في تصنيف النقاط                           |
| 03 يوليو 2016  | طواف المجر 2016                                | المركز الثالث                                    |
| 01 يناير 2017  | أوكولو سلوفينسكا 2017                          | الفائز في ترتيب التسلق                           |
| 07 مايو 2017   | غران بريمو دي لوغانو 2017                      | الرابع في التصنيف العام                          |
| 28 مايو 2017   | طواف ديف يغد 2017                              | السادس في تصنيف النقاط، الثامن في تصنيف أفضل شاب |
| 12 أغسطس 2018  | جولة ركوب الدراجات التشيكية 2018               | العاشر في التصنيف العام                          |
| 14 أكتوبر 2018 | طواف بحيرة تايهو 2018                          | الثامن في التصنيف العام                          |
| 05 مايو 2019   | فولتا أستورياس 2019                            | الفائز في ترتيب التسلق                           |
| 02 يونيو 2019  | طواف النرويج 2019                              | الثامن في التصنيف العام                          |
| 15 أكتوبر 2019 | طواف بحيرة تايهو 2019                          | التاسع في التصنيف العام                          |
| 18 يوليو 2020  | Dookoła Mazowsza 2020                          | المركز الثاني                                    |
| 20 يونيو 2021  | سباق الطريق للرجال في بطولة التشيك 2021        | المركز الثالث                                    |
| 06 يوليو 2021  | طواف سيبيو للدراجات 2021                       | الفائز في ترتيب التسلق                           |
| 17 يوليو 2021  | 2021 Visegrad 4 Bicycle Race-GP Czech Republic | المركز الثاني                                    |
| 13 فبراير 2022 | طواف أنطاليا 2022                              | الفائز في ترتيب التسلق                           |

## روابط خارجية
- دانيال توريك على موقع الاتحاد الدولي للدراجات (الإنجليزية)
- دانيال توريك على موقع أرشيف الدراجات (الإنجليزية)
- دانيال توريك على موقع إحصائيات الدراجات الإحترافية (الإنجليزية)
- دانيال توريك على موقع نسبة الدراجات (الإنجليزية)
- دانيال توريك على موقع اللجنة الأولمبية التشيكية (التشيكية)